# 空間群
空間群（くうかんぐん、英: space group）は、結晶構造の対称性を記述するのに用いられる群である。群の元となる対称操作は、点群での対称操作（恒等操作、回転操作、鏡映操作、反転操作、回映操作、回反操作）に加え、並進操作（すべての点を平行に移動させる操作）である。
空間群は全部で230種類あり、すべての結晶はそのうちの1つに属している。ただし、原子の配列は原子の性質や化学結合によるため、大半の結晶構造は100種類程度の空間群に含まれる。
空間群を記述する方法には、ヘルマン・モーガン記号(Hermann-Mauguin)とシェーンフリース記号(Schoenflies)の2つがある。

## シンモルフィック空間群
230種類の空間群は「シンモルフィック空間群」と「ノンシンモルフィック空間群」に分類することができる。並進操作と両立する点群（結晶点群）に並進操作を加えて新しい集合（空間群）を作ることを考える。
まず、単純な並進操作と結晶点群を組み合わせによってできる群をシンモルフィック空間群(または共型空間群)と呼び、73種類ある。また、結晶点群に並進操作を加えることで、回転や鏡映などの対称操作に部分的な並進操作が加わって「らせん操作」や「映進操作（グライド操作）」といった新しい対称操作も生まれる。この新しい対称操作との組み合わせによってできる群をノンシンモルフィック空間群(または非共型空間群)と呼び、157種類ある。

## 空間群の構造とその表現

### ザイツ記号
空間群における対称操作は、回転操作αと並進操作bが組み合わさっている。この操作を(α|b)と表す。これをザイツ記法(Seitz notation)、ザイツ記号(Seitz symbol)などと呼ぶ。回転なしの単なる並進を表す時は、αの代わりにεを用いて(ε|b)と表す。
{\displaystyle (\alpha |b){\boldsymbol {r}}=\alpha {\boldsymbol {r}}+b}

### 並進群
基本並進ベクトル{\displaystyle \mathbf {t} _{n}=n_{1}\mathbf {t} _{1}+n_{2}\mathbf {t} _{2}+n_{3}\mathbf {t} _{3}}だけ結晶をずらす操作を並進操作と呼び、(ε|tn)と表記する。
並進操作の集まりは群をなし、並進群と呼ばれる。
並進群は3つの巡回群の直積である。
{\displaystyle T=T_{1}\times T_{2}\times T_{3}}
並進群の既約表現は全て1次元であり、空間群に属する操作が作用する逆格子空間のベクトルをkとすると、{\displaystyle \exp {(i\mathbf {k} \cdot \mathbf {t_{n}} )}}と表される。

### k点群
空間群Gは、次のように並進群Tを法として剰余類に分解することができる。並進群は空間群の正規部分群(不変部分群)であり、右剰余類と左剰余類は一致する。
{\displaystyle G=(\varepsilon |0)T+(\alpha |u_{\alpha })T+(\beta |u_{\beta })T+\cdots }
このε、α、β…は結晶点群になる。これを空間群Gの点群と呼ぶ。あるTが与えられたとき、そのTをもつ空間群の点群は、そのTの晶系に属する点群に限られる。
ブリルアンゾーンの対称性の良い点kでは、k≅αk(ただし≅は逆格子ベクトルだけの違いは許すことを表す)となる回転操作αが存在する。このような回転操作αは点群を形成する（数学的には小群や固定部分群などと呼ばれる）。この点群Pkをk点群と呼ぶ。

### k群・kの星
空間群を並進群を法として剰余類分解し、さらにk点群Pkに属する回転操作αを持つ剰余類だけを集めてできたGの部分群Gkをk群（または小群）と呼ぶ。並進群Tは、k群Gkの不変部分群になっている。
k群Gkを法として空間群Gを剰余類に分解すると、
{\displaystyle G=\sum _{\beta }(\beta |u_{\beta })G_{k}}
ここでγ≠βならば、γk≇βkである。このβkの集合をkの星と呼ぶ（数学的には軌道と呼ばれる）。
k群Gkの既約表現（小表現と呼ばれる）Dkを求める際は、以下の3パターンに分けて考える必要がある。
1. kがブリルアンゾーンの内部の点である。
2. kがブリルアンゾーンの境界にあり、空間群Gがシンモルフィックである。
3. kがブリルアンゾーンの境界にあり、空間群Gがノンシンモルフィックである。

1と2の場合は、k群Gkに属する元(β|b)の回転部分βのみを集めて得られるk点群の表現をΓ(β)とすると、以下のように求まる。
{\displaystyle D^{k}((\beta |b))=\exp(i\mathbf {k} \cdot \mathbf {b} )\Gamma (\beta )}
3の場合は、通常の表現（線型表現）ではなく斜線表現（または射影表現とも言う）を用いる必要がある。
k群Gkの既約表現が得られれば、その誘導表現として空間群の既約表現を得ることができる。